# Virgil Severns
Virgil Severns (* 22. Mai 1929) ist ein ehemaliger US-amerikanischer Hochspringer.
1951 siegte er bei den Panamerikanischen Spielen in Mexiko-Stadt.
1950 wurde er US-Meister. Seine persönliche Bestleistung von 2,038 m stellte er im selben Jahr am 1. April in Austin auf.